# Tetrathemis platyptera
Tetrathemis platyptera – gatunek ważki z rodziny ważkowatych (Libellulidae).